# Autodromo di Morano sul Po
L'autodromo di Morano sul Po, noto anche con il nome di pista di Casale Monferrato per via della sua collocazione nei pressi dell'omonima città del Monferrato, è un circuito automobilistico dismesso situato tra i comuni di Morano sul Po, Coniolo e Pontestura.
Il tracciato si trova quasi interamente nel territorio del Comune di Pontestura, a nord del fiume Po, ma raggiungibile dal vicino centro abitato di Morano sul Po.  

## Storia

### Inaugurazione
Dopo i dovuti lavori di progettazione e costruzione dell'impianto sportivo realizzati sul finire degli anni 60 del XX secolo, l'apertura ufficiale del circuito avvenne il 19 marzo 1973: in occasione dell'evento il pilota di Formula 1 Arturo Merzario, alla guida di una Ferrari 312 B2, fece segnare il tempo record di 1'01"100 a una velocità media di 144,950 km/h.

### Anni di attività

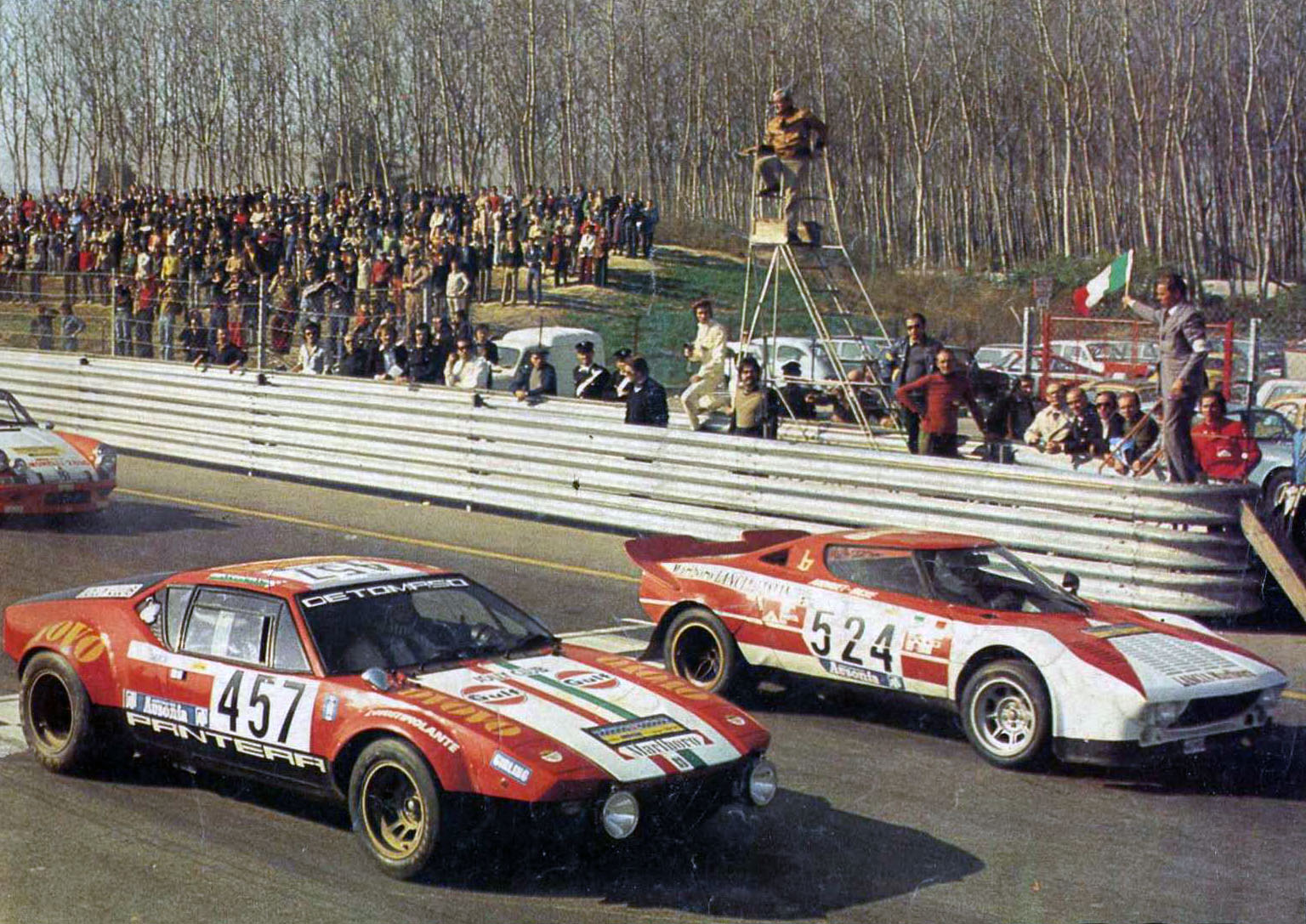
Da sinistra: la De Tomaso Pantera di Casoni e la Lancia Stratos di Andruet nel 1973, sulla linea di partenza della pista monferrina, per una tappa del Giro automobilistico d'Italia.

Nei primi anni di attività, sul circuito di Morano furono disputati gran premi validi per la stagione di Formula 3 italiana e la Challenge Ford Escort Mexico; inoltre vi corsero altre formule minori dei campionati italiani e alcune tappe del Giro automobilistico d'Italia nelle edizioni 1973 e 1974. In virtù del trovarsi nella zona settentrionale del Piemonte, al suo interno vi furono disputati anche alcuni campionati motoristici della Svizzera, nazione sul cui suolo le competizioni erano state bandite dal 1955.
Nel 1974, un anno dopo l'inaugurazione, vi si svolse la miglior stagione della storia del circuito monferrino, dove affluirono quasi 100.000 spettatori che assistettero a 17 gare di varie categorie. Questo evento fece da sfondo per un possibile ampliamento dell'autodromo di circa 4 km volto a ospitare gare di maggior rilievo agonistico, ma a causa di altalenanti vicende burocratiche, questo progetto non vide mai la luce.
Il circuito è noto per aver ospitato alcuni piloti di fama mondiale come Nelson Piquet, Riccardo Patrese, Lella Lombardi e Vittorio Brambilla.

### Crisi e chiusura
I primi problemi iniziarono già nel 1975 a causa di forti lamentele della popolazione locale infastidita dai rumori molesti provenienti dal circuito. Nonostante ciò, nell'immediato le attività dell'autodromo continuarono; tuttavia, quasi un anno dopo i proprietari si resero conto che l'afflusso degli spettatori era quasi dimezzato se paragonato a quello presente due anni prima. Questa concomitanza di fattori, causata sia dalla scarsa presenza degli astanti che dalle denunce sempre più persistenti, mise in ginocchio la dirigenza della pista, che fu costretta a chiudere i battenti nel 1977.
Il 18 agosto dello stesso anno, una ruspa fece irruzione sulla pista demolendo circa 500 metri di asfalto: in questo modo si cercò di impedire una possibile riapertura dell'autodromo e, in secondo luogo, quest'azione fu resa necessaria per scoraggiare l'utilizzo del tracciato per corse clandestine.
Nel 1980 il circuito fu nuovamente asfaltato in previsione di un'ulteriore riapertura programmata per l'anno successivo; venne inoltre aperto un ristorante. A causa della scarsità dei fondi, tuttavia, l'intero progetto andò in fumo. Da allora il circuito versa in condizioni di abbandono, con gran parte del manto stradale invasa dalla vegetazione; l'unico modo per accedervi è tramite una strada anch'essa in pessime condizioni.

### Eventi successivi
Il circuito è stato acquisito nel 2022 da una società privata, in vista di una possibile riapertura. Nell'ottobre dello stesso anno viene parzialmente ristrutturato e allestito per permettere alcune riprese del film Ferrari di Michael Mann.

## Descrizione del circuito
Il tracciato di Morano sul Po si snoda per 2 460 metri di lunghezza e 11 di larghezza, in prossimità dell'omonimo fiume; nonostante la denominazione del circuito, in realtà i lotti terrieri appartengono al comune di Pontestura. Esso veniva percorso in senso orario ed era composto da 6 svolte a destra e 2 a sinistra per un totale di 8 curve.